# Neurona espejo

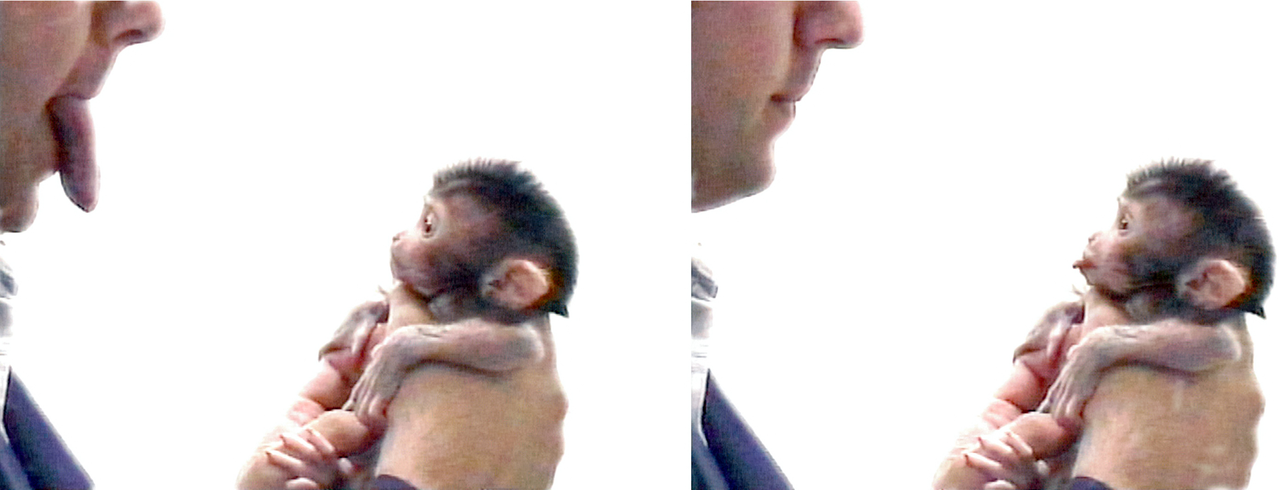
Un macaco recién nacido imita a una persona que saca la lengua.

Se denominan neuronas espejo a cierta clase de neuronas que se activan cuando un individuo ejecuta una acción y cuando observa esa misma acción al ser ejecutada por otro individuo, especialmente un congénere.
Las neuronas del animal «reflejan» el comportamiento del otro, como si el observador estuviera realizando la acción. De allí su nombre de «espejo». Tales neuronas han sido observadas directamente en especies de primates. Las aves han mostrado tener comportamientos imitativos de resonancia y la evidencia neurológica sugiere la existencia de algún sistema de reflejo. En el ser humano, la actividad consistente con las neuronas reflejo se ha encontrado en la corteza premotora, en el área suplementaria premotora, la corteza primaria somatosensorial, en el área de Broca y en la corteza inferior parietal.
En las neurociencias se supone que estas neuronas desempeñan una función importante dentro de las capacidades cognitivas ligadas a la vida social, tales como la empatía (capacidad de ponerse en el lugar de otro) y la imitación. De aquí que algunos científicos consideran que la neurona espejo es uno de los descubrimientos más importantes de las neurociencias en la última década del siglo XX.

## Introducción
El cuerpo humano cuenta con diversos sistemas; como el sistema circulatorio, respiratorio, digestivo, endocrino, entre otros. Si bien todos los sistemas son esenciales, es poco abordada la forma en cómo se reproduce la interpretación, e imitación de nuestras acciones. Las neuronas espejo o también llamadas neuronas especulares, son células nerviosas en el cerebro que inconscientemente imitan el comportamiento de búsqueda de atención, no obstante, también se encargan de realizar algunas funciones en nuestro sistema cerebral, como por ejemplo, imitar.
Se llaman neuronas espejo porque permiten que el cerebro reproduzca información del exterior como un efecto de espejo. Un ejemplo muy claro es cuando un bebé empieza a imitar algunos sonidos de su entorno, o cuando estamos enfrente de alguien, y esa persona ejecuta una acción.
Las neuronas espejo han sido halladas en la circunvolución frontal inferior y en el lóbulo parietal. Estas neuronas están activas cuando los simios realizan alguna tarea, y además cuando observan esa misma específica tarea realizada por otro. Las investigaciones desarrolladas empleando IRM, estimulación magnética transcraneal (TMS) y electroencefalografías (EEG) han encontrado evidencias de un sistema similar en el cerebro humano, en el que también coinciden el observar y el actuar.
La función del sistema espejo es objeto de muchas elucubraciones científicas: estas neuronas son importantes para comprender las acciones de otras personas, y para aprender nuevas habilidades por imitación. Algunos investigadores piensan que el sistema espejo podría imitar las acciones observadas y así enriquecer la teoría de las habilidades de la mente; otros lo relacionan con las habilidades de lenguaje; también, se ha sugerido que las disfunciones del sistema espejo podrían ser la causa subyacente de algunos desórdenes cognitivos, lo que aún carece de datos que lo sustenten.

El intento de vincularlas al autismo,ha sido descartado.

Investigaciones del 2010 concluyeron en que no se exhibe alteración alguna de las neuronas espejo en personas con autismo. Una revisión reciente descarta la teoría de una ruptura de las neuronas espejo en relación con el autismo y/o a cuestiones cognitivas.

## Descubrimiento
Giacomo Rizzolatti, neurobiólogo italiano de la universidad de Parma, en Italia, descubrió las neuronas espejo en 1996, a partir de sus trabajos con experimentos con primates.
Debido a estudios realizados con monos de la especie Macaca nemestrina, colocando electrodos en sus cerebros. El descubrimiento de estas neuronas surgió de un estudio en primates que permitió observar el comportamiento cerebral colocando electrodos en la corteza frontal inferior del cerebro.
Luego observaron la neurona específica que intervino cuando el primate se movió.
Rizzolatti y sus colegas encontraron que algunas neuronas en una área de la corteza premotora de los monos se activaban cuando otros monos realizaban ciertas acciones.
En el año 1996, Giacomo Rizzolatti trabajaba con Giuseppe di Pellegrino, Luciano Fadiga, Leonardo Fogassi y Vittorio Gallese en la universidad de Parma, en Italia. Estos científicos habían colocado electrodos en la corteza frontal inferior de un mono macaco para estudiar las neuronas especializadas en el control de los movimientos de la mano: por ejemplo, alzar objetos o ponerlos encima de algo. Durante cada experimento, registraban la actividad de sólo una neurona en el cerebro del simio mientras le facilitaban tomar trozos de alimento, de manera que los investigadores pudieran medir la respuesta de la neurona a tales movimientos Así fue que, como ya ha ocurrido con muchos otros descubrimientos, las neuronas espejo fueron encontradas por casualidad, una serendipia.
Este trabajo fue publicado en esta contribución y posteriormente se ha confirmado, hallando neuronas espejo en las regiones parietal inferior y frontal inferior del cerebro. Recientemente, las evidencias del IRMf, de TMS y de EEG, así como del comportamiento, sugieren con firmeza la presencia de sistemas similares en el ser humano, en el que se han identificado regiones del cerebro que se activan durante la acción y la observación de la misma. No sorprende que estas regiones cerebrales coincidan de cerca con las localizaciones encontradas en el macaco.

## Neuronas espejo en los monos
Según una de las historias de que las neuronas espejo se observaron por primera vez fue en los años 80, un mono estaba sentado en un laboratorio esperando que le asignaran otra tarea, cuando uno de los experimentadores que tenía delante vio de qué se trataba de algo. Tan pronto como se movió la mano, una computadora conectada a los electrodos del animal mostró ráfagas de actividad neuronal de la región F5. Para sorpresa del experimentador, los monos se sentaron en silencio sin tratar de agarrar nada, pero incluso cuando los animales no movían las manos, las neuronas motoras asociadas con el agarre se activaron.
El único animal en el que las neuronas espejo se han estudiado individualmente es el macaco. En estos monos, las neuronas espejo se encuentran en la circunvolución frontal inferior (región F5) y en el lóbulo parietal inferior.
Se cree que las neuronas espejo intervienen en la comprensión del comportamiento de otros individuos. Por ejemplo, una neurona espejo que se active cuando el mono rompe un trozo de papel se activaría también cuando el mono ve a una persona rompiendo un papel, u oye un papel rompiéndose, sin ver la imagen. Estas características hacen que los investigadores crean que las neuronas espejo codifican conceptos abstractos de acciones como «romper papel», ya realice la acción el mono o una persona.
No obstante, se desconoce la función de las neuronas espejo en los macacos. Ya adultos, estos simios no parecen aprender por imitación. Los experimentos recientes sugieren que los macacos pueden imitar los movimientos de la cara de un ser humano; pero solo los neonatos, y durante un marco temporal limitado. Sin embargo, no se sabe si las neuronas espejo son la base de este comportamiento. Es posible que, en simios adultos, las neuronas espejo permitieran a un mono entender lo que está haciendo otro congénere, o reconocer la acción que realiza.
Recientemente, se ha propuesto que el sistema de neuronas espejo en monos comprende dos vías anatómicas distintas para acciones faciales y manuales, es decir, diferentes vías para acciones sociales y no sociales, desafiando la visión convencional de que ambos tipos de acciones comparten la misma red neuroanatómica. 

## Sistema de neuronas espejo en el ser humano
Las neuronas espejo se encuentran en la corteza premotora y en el lóbulo parietal en cuanto nuestros ojos ven un movimiento, estas neuronas se activan inmediatamente. Sin embargo, las neuronas espejo no sólo cumplen con esa función, sino también la de observar y a partir de ello comprender a las personas y sus acciones, imitar a los demás y sentir y saber si alguien nos está mintiendo o engañando, también sirven para la comprensión del habla.
A través de este mecanismo que nos provee el sistema de las neuronas espejo, podemos interpretar la actitud de otras personas y así organizar negociaciones o conversaciones adecuadas, por lo que juegan un papel importante en el desarrollo de las habilidades sociales.
Todo ser humano tiene neuronas espejo, las cuales, son las responsables de la empatía, estas neuronas ayudan a las personas a tener ese sentido de entender lo que está pasando otra persona, como si los seres humanos pudieran comunicarse con las emociones de personas externas por telepatía, otro ejemplo es cuando el bostezo o el sueño se contagia, así de simple es como las neuronas espejo predominan en nuestro cuerpo.
Es decir, su función está en que una persona repita ciertas conductas que ven en otras. De esta manera, se cree que las neuronas espejo son transmisoras de mensajes del mundo exterior al cerebro.
Desde el momento del nacimiento el ser humano muestra una tendencia a imitar los gestos de los demás, se hipotetiza que esta capacidad innata de imitación, que también existe en los primates, tiene su base en las neuronas espejo. El sistema compuesto por estas neuronas se iría refinando posteriormente, con el aprendizaje. De hecho, cuanta más experiencia exista en la conducta observada, mayor será la activación de las neuronas espejo y, por tanto, más auténtica será la simulación.
Investigadores de la UCLA hicieron la primera medida experimental de la actividad de neuronas espejo en el cerebro humano, no sólo en las regiones motoras del cerebro (circunvolución frontal inferior y la corteza parietal inferior) donde se pensaba que existían, sino también en las regiones involucradas en la visión y en la memoria.

Ciertas experiencias realizadas en el 2010 se mencionan como vías a establecer presuntas vinculaciones entre las neuronas espejo y cuestiones propias de lo cognitivo o emocional aunque estuvieron lejos de sustentar este tipo de teoría. Más aún, indicios en tal sentido no surgieron en experiencias sucesivas y en las recientes, prácticamente se descartaron. Aun así, desde tales presuposiciones, surgieron en el 2010, declaraciones periodísticas declamando desde posiciones calificadas como neuromitos, que en el cerebro de la mujer hay un mayor número de neuronas espejo y el sistema es más activo que en el cerebro masculino. Si bien el video de tal entrevista fue dado de baja por la publicación, aún se encuentra disponible.

## Neuronas espejo y el cine
Desde siempre el cine ha servido como herramienta para entender la realidad del mundo en el que vivimos. Representa una forma muy relevante de transmisión cultural y, como seres humanos, nos permite estar informados a la vez que influye sobre nuestros sentimientos, Somos capaces de sentir empatía hacia los actores y actrices de una determinada película como observadores de unas imágenes en concreto. El cine puede actuar como transmisor de actitudes morales, ya que tiene la capacidad de sintetizar historias o narraciones escritas en papel durante siglos con el objetivo de preservar la cultura.
Es una vía muy efectiva hablando de la cobertura de público a la cual puede llegar. El cine habla a través de las imágenes, es decir, la vista, por tanto estas imágenes entran por los ojos y van directamente al cerebro. Es una forma mucho más rápida de llegar al mensaje central que cualquier libro filosófico o psicológico. El cine es capaz de movilizar el intelecto, aunque sea a través de la ficción, ya que es el reflejo del mundo humano que conocemos. Para razonar de forma correcta también necesitamos haberlo vivido, sentirlo, emocionarnos (hecho que también busca el cine).
La música, la comunicación gestual, los ángulos de cámara o los silencios, que forman parte del lenguaje cinematográfico pueden describir con más precisión las experiencias cuando las palabras resultan inadecuadas o insuficientes.
Uno de los elementos que nos permite tener empatía hacia los personajes que observamos a través de la pantalla son las neuronas espejo. Gracias a ellas somos capaces de entender la posición del otro mientras podemos sentirnos identificados con este a través de vivencias personales que se parecen o entender lo que puede estar sintiendo el personaje en la situación que se encuentra de la narrativa del film.
El trabajo de cualquier actor consiste en interpretar o recrear la realidad de un personaje como si fuera propia. Este ejercicio tiende a someter un análisis todos aquellos aspectos propios de las personas en su día a día, por ejemplo: la forma de caminar, de sentarse, la manera de hablar, entre otras acciones, además del conflicto que se le presenta en la escena.
Para crear todos estos aspectos, el actor se implica no solo en decir y entender el texto que expresará, sino a nivel corporal. Ya que el actor es el maestro de revivir al personaje, así como un ejemplo lo es el bailarín con sus movimientos, para crear dicha acción es necesaria la utilización del cuerpo, pudiendo guiarse de algún otro personaje e interpretar los mismos movimientos, con base en esto las neuronas espejo influyen en toda acción que interpreta el actor en alguna escena, lo ayudan a activar el sentido de entender, imitar y guardar las acciones que ve.
El cine no es solo capaz de reproducir diferentes realidades, sino que nos permite aplicar nuestra comprensión sobre estas. Gracias a nuestras neuronas espejo los humanos somos capaces de imitar los movimientos que vemos en pantalla como si fuéramos nosotros quien los estamos realizando. Esto genera que reconozcamos los agentes que nos envuelven y, automáticamente, tratemos de prever y comprender los comportamientos que llevan a cabo a partir de sus actos. Por eso cuando tenemos muy interiorizado a un personaje porque lo hemos visto en diferentes películas o porque lo hemos observado durante un tiempo en un mismo film, tendemos a crear hipótesis sobre como será su reacción en una situación concreta.
Por tanto, no solo somos capaces de transmitir una realidad y una razón a través del cine, sino que podemos emocionarnos y «vivir» lo que vemos gracias a la activación de las neuronas espejo.
El ser humano es capaz de aprender a través de imitar acciones que se llevan a cabo en la pantalla. Cuando estamos en el cine lo que sucede es que las neuronas espejo envían la información del movimiento al cerebro y eso genera que haya la misma actividad neuronal que cuando se va a realizar la acción, pero esta conducta no se refleja de forma externa. Por tanto, esta enseñanza y esta capacidad de empatía nos permiten aprender del cine a través de sus neuronas espejo, ya que mecanizamos una serie de movimientos y acciones.

### Hollywood de los años 20
Durante esa época, en Hollywood se masifica un género de cine mudo en blanco y negro que tiene mucho que ver con la utilización de las neuronas espejo en el cine. Este es el slapstick, un subgénero cinematográfico que generó el surgimiento de grandes cómicos que forman parte de la historia del cine. Las comedias de slapstick realizadas por figuras tan conocidas como Buster Keaton, Charles Chaplin o Harold Lloyd se basaban en el gag visual y un mundo en constante movimiento. Los largometrajes que se proyectaban en las salas de cine se generaban a partir de la creación basada en la acción por la acción. Durante la década de los 20 estas proyecciones tuvieron una gran fama y la gente salía del cine cansada físicamente o con ganas de hacer locuras como las que habían visto (excitados). Esto es consecuencia del efecto de las neuronas espejo. Al realizar el visionado de cualquiera de estos largometrajes, vemos movimientos que eran captados por el cerebro y enviaban los impulsos electromagnéticos para efectuar el movimiento. Aunque la persona no se moviera físicamente, efectuaba lo que se conoce como movimiento visual y generaba un cansancio por parte del espectador.
Muchos de estos cómicos utilizaron el efecto de las neuronas espejo para jugar con el público en diferentes filmes. El actuar siempre de una misma forma hacía que el público conociera un personaje y pudiera identificarse con él. Eso generaba que la gente se hiciera una idea de su carácter y se adelantara a posibles acciones de la película. Un ejemplo muy claro se da en un corto de Buster Keaton titulado The High Sign proyectado el año 1921. Hay una escena donde hay una piel de plátano en el suelo y, como conocemos al personaje, hacemos hipótesis de sus actuaciones y creemos que resbalará. Contrariamente, Keaton sale ileso y acaba haciendo una burla a la cámara como si se estuviera riendo del público. Esto sorprende en su momento ya que no era a lo que les tenía acostumbrados y las neuronas espejo habían creado una reacción delante de la situación según el carácter del personaje que no se acaba produciendo.